# Campeonato Gaúcho de Futebol Americano de 2016
O Campeonato Gaúcho de Futebol Americano de 2016 foi a 8ª edição do campeonato estadual de futebol americano do Rio Grande do Sul, o 5º na modalidade 'fullpads', e o 2º organizado pela Federação Gaúcha de Futebol Americano.
A partida final, também chamada de Gaúcho Bowl VIII, ocorreu no Estádio Beira-Rio.

## Equipes participantes
Esta edição contou com a presença de 10 equipes. Elas foram divididas em 2 conferências distintas (Leste e Oeste), sendo que cada equipe realizou 4 jogos (com adversários da mesma conferência) na temporada regular:
Conferência Leste:
- Porto Alegre Bulls;
- Juventude FA;
- Porto Alegre Pumpkins;
- Restinga Redskulls;
- São Leopoldo Mustangs;

Conferência Oeste:
- Bento Gonçalves Snakes;
- Bulldogs FA;
- Ijuí Drones;
- Santa Cruz do Sul Chacais;
- Santa Maria Soldiers;

A equipe do Restinga Redskulls optou por realizar todas as partidas como visitante. Isso acarretou que o Porto Alegre Bulls e o São Leopoldo Mustangs tivessem três partidas como mandante na Conferência Leste.

## Classificação
V = Vitórias, D = Derrotas, E = Empates, PCT = porcentagem de vitórias, PF= Pontos feitos, PS = Pontos sofridos, SP = Saldo de Pontos
Classificados para os playoffs estão marcados em verde.
| Conferência Leste     |   |   |   |       |     |     |      |
| Time                  | V | D | E | PCT   | PF  | PS  | SP   |
| Juventude FA          | 4 | 0 | 0 | 1.000 | 125 | 9   | 116  |
| Porto Alegre Pumpkins | 3 | 1 | 0 | .750  | 149 | 40  | 109  |
| Restinga Redskulls    | 2 | 2 | 0 | .500  | 112 | 52  | 60   |
| Porto Alegre Bulls    | 1 | 3 | 0 | .250  | 17  | 119 | -102 |
| São Leopoldo Mustangs | 0 | 4 | 0 | 0     | 19  | 202 | -183 |

| Conferência Oeste         |   |   |   |       |     |     |      |
| Time                      | V | D | E | PCT   | PF  | PS  | SP   |
| Santa Cruz do Sul Chacais | 4 | 0 | 0 | 1.000 | 121 | 18  | 103  |
| Santa Maria Soldiers      | 3 | 1 | 0 | .750  | 189 | 33  | 156  |
| Ijuí Drones               | 2 | 2 | 0 | .500  | 136 | 84  | 52   |
| Bento Gonçalves Snakes    | 1 | 3 | 0 | .250  | 51  | 81  | -30  |
| Bulldogs FA               | 0 | 4 | 0 | 0     | 0   | 281 | -281 |

### Jogos da temporada regular
| Semana 1                  |        |        |                           |                         |                                                    |
| Time visitante            | Pontos | Pontos | Time da casa              | Data do jogo            | Local do jogo                                      |
| Ijuí Drones               | 7      | 35     | Santa Maria Soldiers      | 20 de fevereiro de 2016 | Estádio Baixada Melancólica, Santa Maria/RS        |
| Restinga Redskulls        | 6      | 21     | Juventude FA              | 21 de fevereiro de 2016 | CT do Juventude, Caxias do Sul/RS                  |
| Semana 2                  |        |        |                           |                         |                                                    |
| Time visitante            | Pontos | Pontos | Time da casa              | Data do jogo            | Local do jogo                                      |
| Porto Alegre Bulls        | 14     | 13     | São Leopoldo Mustangs     | 27 de fevereiro de 2016 | Estádio Grêmio Esportivo Nacional, São Leopoldo/RS |
| Semana 3                  |        |        |                           |                         |                                                    |
| Time visitante            | Pontos | Pontos | Time da casa              | Data do jogo            | Local do jogo                                      |
| Bulldogs FA               | 0      | 85     | Ijuí Drones               | 5 de março de 2016      | Complexo Poliesportivo, Ijuí/RS                    |
| Semana 4                  |        |        |                           |                         |                                                    |
| Time visitante            | Pontos | Pontos | Time da casa              | Data do jogo            | Local do jogo                                      |
| São Leopoldo Mustangs     | 0      | 74     | Porto Alegre Pumpkins     | 12 de março de 2016     | Parque Esportivo da PUCRS, Porto Alegre/RS         |
| Santa Cruz do Sul Chacais | 2      | 0      | Bento Gonçalves Snakes    | 13 de março de 2016     | Estádio da Montanha, Bento Gonçalves/RS            |
| Semana 5                  |        |        |                           |                         |                                                    |
| Time visitante            | Pontos | Pontos | Time da casa              | Data do jogo            | Local do jogo                                      |
| Restinga Redskulls        | 13     | 0      | Porto Alegre Bulls        | 19 de março de 2016     | Parque Esportivo da PUCRS, Porto Alegre/RS         |
| Santa Maria Soldiers      | 101    | 0      | Bulldogs FA               | 20 de março de 2016     | Campo do Onze Unidos, Venâncio Aires/RS            |
| Semana 6                  |        |        |                           |                         |                                                    |
| Time visitante            | Pontos | Pontos | Time da casa              | Data do jogo            | Local do jogo                                      |
| Porto Alegre Pumpkins     | 50     | 0      | Porto Alegre Bulls        | 2 de abril de 2016      | Parque Esportivo da PUCRS, Porto Alegre/RS         |
| Santa Maria Soldiers      | 43     | 6      | Bento Gonçalves Snakes    | 3 de abril de 2016      | Estádio da Montanha, Bento Gonçalves/RS            |
| Semana 7                  |        |        |                           |                         |                                                    |
| Time visitante            | Pontos | Pontos | Time da casa              | Data do jogo            | Local do jogo                                      |
| Ijuí Drones               | 8      | 35     | Santa Cruz do Sul Chacais | 9 de abril de 2016      | Centro Esportivo SESI, Santa Cruz do Sul/RS        |
| Juventude FA              | 36     | 0      | São Leopoldo Mustangs     | 10 de abril de 2016     | Estádio Grêmio Esportivo Nacional, São Leopoldo/RS |
| Semana 8                  |        |        |                           |                         |                                                    |
| Time visitante            | Pontos | Pontos | Time da casa              | Data do jogo            | Local do jogo                                      |
| Bento Gonçalves Snakes    | 31     | 0      | Bulldogs FA               | 16 de abril 2016        | Campo do Onze Unidos, Venâncio Aires/RS            |
| Restinga Redskulls        | 15     | 25     | Porto Alegre Pumpkins     | 17 de abril 2016        | Parque Esportivo da PUCRS, Porto Alegre/RS         |
| Semana 9                  |        |        |                           |                         |                                                    |
| Time visitante            | Pontos | Pontos | Time da casa              | Data do jogo            | Local do jogo                                      |
| Santa Cruz do Sul Chacais | 20     | 10     | Santa Maria Soldiers      | 23 de abril 2016        | Estádio Baixada Melancólica, Santa Maria/RS        |
| Juventude FA              | 43     | 3      | Porto Alegre Bulls        | 24 de abril 2016        | Parque Esportivo da PUCRS, Porto Alegre/RS         |
| Semana 10                 |        |        |                           |                         |                                                    |
| Time visitante            | Pontos | Pontos | Time da casa              | Data do jogo            | Local do jogo                                      |
| Restinga Redskulls        | 78     | 6      | São Leopoldo Mustangs     | 1 de maio de 2016       | Estádio Grêmio Esportivo Nacional, São Leopoldo/RS |
| Semana 11                 |        |        |                           |                         |                                                    |
| Time visitante            | Pontos | Pontos | Time da casa              | Data do jogo            | Local do jogo                                      |
| Bento Gonçalves Snakes    | 14     | 36     | Ijuí Drones               | 7 de maio de 2016       | Complexo Poliesportivo, Ijuí/RS                    |
| Semana 12                 |        |        |                           |                         |                                                    |
| Time visitante            | Pontos | Pontos | Time da casa              | Data do jogo            | Local do jogo                                      |
| Bulldogs FA               | 0      | 64     | Santa Cruz do Sul Chacais | 14 de maio de 2016      | Estádio dos Plátanos, Santa Cruz do Sul/RS         |
| Porto Alegre Pumpkins     | 0      | 25     | Juventude FA              | 15 de maio de 2016      | CT do Juventude, Caxias do Sul/RS                  |

## Playoffs
|  | Playoffs de Wild Card | Playoffs de Wild Card | Playoffs de Wild Card |  |  | Semifinais | Semifinais                | Semifinais |  |  | Gaúcho Bowl VIII | Gaúcho Bowl VIII     | Gaúcho Bowl VIII |
|  |                       |                       |                       |  |  |            |                           |            |  |  |                  |                      |                  |
|  | 21 de maio            | 21 de maio            | 21 de maio            |  |  | 3º         | Santa Maria Soldiers      | 18         |  |  |                  |                      |                  |
|  | 6º                    | Ijuí Drones           | 8                     |  |  | 2º         | Santa Cruz do Sul Chacais | 0          |  |  |                  |                      |                  |
|  | 3º                    | Santa Maria Soldiers  | 42                    |  |  |            |                           |            |  |  | 3º               | Santa Maria Soldiers | 21               |
|  |                       |                       |                       |  |  |            |                           |            |  |  | 1º               | Juventude FA         | 3                |
|  | 22 de maio            | 22 de maio            | 22 de maio            |  |  | 5º         | Restinga Redskulls        | 0          |  |  |                  |                      |                  |
|  | 5º                    | Restinga Redskulls    | 30                    |  |  | 1º         | Juventude FA              | 38         |  |  |                  |                      |                  |
|  | 4º                    | Porto Alegre Pumpkins | 26                    |  |  |            |                           |            |  |  |                  |                      |                  |

### Jogos da fase final
| Wild Card            |        |        |                           |                     |                                                    |
| Time visitante       | Pontos | Pontos | Time da casa              | Data do jogo        | Local do jogo                                      |
| Ijuí Drones          | 8      | 42     | Santa Maria Soldiers      | 21 de maio de 2016  | Estádio Baixada Melancólica, Santa Maria/RS        |
| Restinga Redskulls   | 30     | 26     | Porto Alegre Pumpkins     | 22 de maio de 2016  | Estádio Grêmio Esportivo Nacional, São Leopoldo/RS |
| Semifinais           |        |        |                           |                     |                                                    |
| Time visitante       | Pontos | Pontos | Time da casa              | Data do jogo        | Local do jogo                                      |
| Santa Maria Soldiers | 18     | 0      | Santa Cruz do Sul Chacais | 4 de junho de 2016  | Estádio dos Plátanos, Santa Cruz do Sul/RS         |
| Restinga Redskulls   | 0      | 38     | Juventude FA              | 5 de junho de 2016  | Estádio Municipal Elias Soldatelli, São Marcos/RS  |
| Gáucho Bowl          |        |        |                           |                     |                                                    |
| Time visitante       | Pontos | Pontos | Time da casa              | Data do jogo        | Local do jogo                                      |
| Santa Maria Soldiers | 21     | 3      | Juventude FA              | 18 de junho de 2016 | Estádio Beira-Rio, Porto Alegre/RS                 |

## Campeão
| Campeão Gaúcho 2016          |
| ---------------------------- |
| Santa Maria Soldiers Campeão |